# Pseudechis
El género Pseudechis comprende a un grupo de elápidos comúnmente llamados serpientes negras. Estas serpientes se encuentran en todos los estados de Australia con excepción de Tasmania y además, algunas especies se encuentran en Papúa Nueva Guinea.
Habitan una variedad de tipos de hábitats, desde áreas áridas hasta terrenos pantanosos. Todas las especies son venenosas y su mordedura puede ser mortal. La mayoría de las especies alcanza alrededor de 2 metros de longitud y varían en color. Algunas especies son marrones, donde otras pueden ser negras. Las especies más reconocidas y diseminadas de este género, son la serpiente negra de vientre rojo (Pseudechis porphyriacus) y la serpiente de Mulga (Pseudechis australis). Estos elápidos se alimentan de lagartos, ranas, pájaros, pequeños mamíferos y aún de otras serpientes. Todas las especies, con excepción de la Pseudechis porphyriacus son ponedoras de huevos.

## Especies
Se reconocen las siguientes según The Reptile Database:
- Pseudechis australis (Gray, 1842) - Serpiente de Mulga.
- Pseudechis butleri Smith, 1982 - Serpiente manchada de Mulga.
- Pseudechis colletti Boulenger, 1902 - Serpiente de Collett.
- Pseudechis guttatus De Vis, 1905 - Serpiente negra de vientre azul.
- Pseudechis pailsi (Hoser, 1998).
- Pseudechis papuanus Peters & Doria, 1878 - Serpiente negra Papuana.
- Pseudechis porphyriacus (Shaw, 1794), Serpiente negra de vientre rojo.
- Pseudechis rossignolii (Hoser, 2000).
- Pseudechis weigeli (Wells & Wellington, 1987) - Serpiente enana de Mulga.